# (3335) Quanzhou
(3335) Quanzhou es un asteroide perteneciente al cinturón de asteroides, descubierto el 1 de enero de 1966 por el equipo del Observatorio de la Montaña Púrpura desde el Observatorio de la Montaña Púrpura, Nankín (China).

## Designación y nombre
Designado provisionalmente como 1966 AA. Fue nombrado Quanzhou en homenaje a la ciudad Quanzhou de la República Popular China.